# Raúl Martín del Campo
Raúl Martín Del Campo (Santander, 27 d'agost de 1982) és un futbolista càntabre, que ocupa la posició de davanter.

## Trajectòria
Destaca al modest Perines, d'on és captat pel Racing de Santander per jugar amb el seu filial. La temporada 03/04 debuta amb el primer equip, tot jugant cinc partits a primera divisió. Després d'una cessió a la SD Eibar, tornaria a aparèixer amb els racinguistes en 13 partits més de la temporada 05/06, alternant-lo amb el Racing B. La temporada 06/07 seria novament cedit a la Gimnástica Torrelavega.
Després d'una greu lesió, el 2008 deixa la disciplina racinguista i marxa al Mérida UD.